# 오산화 이질소
오산화 이질소(五酸化二窒素, dinitrogen pentoxide)는 화학식 N2O5을 지닌 화합물이다. 흔히 무수질산이라고도 불린다.
N2O5 ⇌ [NO2+][NO3−]

## 합성
질산과 강력한 탈수제인 오산화 이인과 반응하여 오산화 질소와 인산을 만든다.
- P4O10 + 12 HNO3 → 4 H3PO4 + 6 N2O5

역과정
- N2O5 + H2O → 2 HNO3

## 화학 반응
- N2O5 + Ar–H → HNO3 + Ar–NO2

## 위험
N2O5는 유기 화합물이자 암모늄염을 포함한 폭발성 혼합물을 형성하는 강력한 산화제이다. 또한 물과 반응하여 질산을 만든디. 오산화 이질소를 분해하면 강한 독성의 이산화 질소를 방출한다.